# Šentvid pri Grobelnem
Šentvid pri Grobelnem – wieś w Słowenii, w gminie Šmarje pri Jelšah. W 2018 roku liczyła 233 mieszkańców.